# An Encyclopedia of Gay, Lesbian, Bisexual, Transgender, and Queer Culture
An Encyclopedia of Gay, Lesbian, Bisexual, Transgender, and Queer Culture — общедоступная англоязычная интернет-энциклопедия о ЛГБТК (геях, лесбиянках, бисексуалах, трансгендерах и квирах) и ЛГБТ-культуре. В 2005 году энциклопедия была названа Американской библиотечной ассоциацией одним из лучших открытых ресурсов.
Энциклопедия была запущена в 2003 году и с тех пор регулярно обновлялась. Портал содержал большой материал, посвящённый ЛГБТ-культуре. Общий объём энциклопедических текстов насчитывал более 2 миллионов слов и включал более 2 тысяч статей. Редакторами энциклопедии были почётные профессора Мичиганского университета Клод Дж. Саммерс и Тед-Ларри Пебуорт. Авторами статей, чьи биографии также были представлены в энциклопедии, являлись более чем 350 человек.
1 августа 2015 года онлайн-энциклопедия glbtq.com была официально закрыта и с тех пор более не дополняется. Всё содержимое энциклопедии было заархивировано и перенесено на сайт www.glbtqarchive.com, где оно остаётся в открытом доступе.

## Бумажные издания
Некоторые материалы энциклопедии были также выпущены и в бумажном виде:
- Summers, Claude J. The Queer Encyclopedia of the Visual Arts (англ.). — Cleis Press[англ.], 2004. — ISBN 1-57344-191-0.
- Summers, Claude J. The Queer Encyclopedia of Music, Dance, & Musical Theater (англ.). — Cleis Press[англ.], 2004. — ISBN 1-57344-198-8.
- Summers, Claude J. The Queer Encyclopedia of Film & Television (англ.). — Cleis Press[англ.], 2005. — ISBN 1-57344-209-7.